# 241
| Calendário gregoriano                                                        | 241 CCXLI                       |
| Ab urbe condita                                                              | 994                             |
| Calendário arménio                                                           | -311 – -310                     |
| Calendário bahá'í                                                            | -1603 – -1602                   |
| Calendário budista                                                           | 785                             |
| Calendário chinês                                                            | 2937 – 2938                     |
| Calendário copta                                                             | -43 – -42                       |
| Calendário etíope                                                            | 233 – 234                       |
| Calendários hindus - Vikram Samvat - Calendário nacional indiano - Cáli Iuga | 296 – 297 162 – 163 3341 – 3342 |
| Calendário Holoceno                                                          | 10241                           |
| Calendário islâmico                                                          | 393 BH – 392 BH                 |
| Calendário judaico                                                           | 4001 – 4002                     |
| Calendário persa                                                             | 381 BP – 380 BP                 |
| Calendário rúnico                                                            | 491                             |
| Calendário solar tailandês                                                   | 784                             |

241 (CCXLI na numeração romana) foi um ano comum do século III do Calendário Juliano, da Era de Cristo, a sua letra dominical foi C (52 semanas), teve início e fim numa sexta-feira.
| Ano completo                       |
| ---------------------------------- |
| Ano comum com início à sexta-feira |